# Santuario Shizuoka Sengen
Santuario Shizuoka Sengen (静岡浅間神社?) es el nombre para un grupo colectivo de tres jinja, que ahora forman una sola corporación religiosa, que se encuentra en el monte Shizuhata en Aoi-ku, prefectura de Shizuoka, Japón. Estos santuarios son: Kambe Jinja (神部神社?), Sengen Jinja (浅間神社?), y Ohtoshimioya Jinja (大歳御祖神社?). La principal fiesta del santuario se celebra anualmente el 5 de abril.

## Kami consagrado
- El kami primario del jinja Kambe es el Ohnamuchi-no-Mikoto, quien es considerado como la deidad mítica fundadora de la provincia de Suruga.
- El kami primario del jinja Sengen es el Konohanasakuya-hime, la deidad del monte Fuji.
- El kami primario del jinja Ohtoshimioya es la Ohtoshimioya-no-Mikoto, quien aparece en el Kojiki como hija de Susanoo, y un kami protector de los mercados y el comercio.

## Historia
La fecha de fundación del Santurario Shizuoka Sengen es desconocida. La zona ha estado habitada desde tiempos prehistóricos, y un túmulo del período Kofun ha sido excavado en el monte Shizuhata. Por el Nihonshoki, el áre fue colonizada por el clan Hata durante este periodo. Según la leyenda santuario sin fundamento, la fundación del Jinja Kambe data del reinado de Sujin Tennō, la del Jinja Ohtoshimioya de Ōjin Tennō, ambos del período Kofun.
De acuerdo con los registros Engishiki, al Jinja Kambe se le dio el reconocimiento nacional y el estado de Sōja de la provincia de Suruga en el periodo Heian. Además, la fecha de 901 se da para la fundación del Jinja Sengen, como una rama subsidiaria del Fujisan Hongū Sengen Taisha, y en un principio fue conocido como el "Shingu" (nuevo santuario).
A través de los periodos Kamakura y Muromachi, los santuarios disfrutaron del patrocinio de los poderosos clanes guerreros que dominaron la zona Suruga: el clan Minamoto, clan Hōjō, clan Imagawa, clan Takeda y el clan Tokugawa. En particular, el primer shōgun de Tokugawa, Tokugawa Ieyasu, patrocinó la reconstrucción de los santuarios después de su retiro al cercano castillo Sunpu, y posterior shogun quien continuó adorando en los templos de todo el periodo Edo. El tercer shogun, Tokugawa Iemitsu, otorgó a los santuarios tierras con 2.313 koku en ingresos para su mantenimiento. Sin embargo, el complejo del templo se quemó en un incendio ocurrido en el año 1804. Fue reconstruido en un período de 60 años a un costo de más de 100.000 de oro ryō por el Shogunato Tokugawa en su extravagante estilo Momoyama, con amplio uso de laca, tallas en madera y pan de oro. Hoy, 26 estructuras en el complejo del santuario están protegidas por el gobierno nacional como propiedad cultural importante de Japón, formando uno de los más grandes y dichos complejos en el país.
En el moderno sistema de clasificados para santuarios sintoístas, Shizuoka Sengen fue incluido entre los santuarios de importancia nacional de tercera clase o Kokuhei Shōsha (国幣小社?).

## Santuarios subsidiarios
Además de los tres santuarios principales, el complejo de Jinja Shizuoka Sengen también tiene cuatro capillas subsidiarias:
- Hayama Jinja (麓山神社?), dedicado a Ōyamatsumi-no-Mikoto y Yamato-Takeru. Fue fundada en el año 1878.
- Yachiho Jinja (八千戈神社?), una fusión de 18 pequeños santuarios y 13 pequeñas capillas que se encuentran en los alrededores. Fue fundada en 1873.
- Sukunahiko Jinja (少彦名神社?), anteriormente el Yakushi-do del Jinja Kambe, se convirtió en un santuario en el periodo Meiji debido a la separación del budismo desde Shinto.
- Tamahoko Jinja (玉鉾神?), dedicada a los cuatro principales estudiosos kokugaku del período Edo.

## Bienes culturales
Hoy, 26 estructuras en el complejo del santuario están protegidos por el gobierno nacional como propiedades culturales importantes (ICP), formando uno de los más grandes de estos complejos en el país.
El santuario tiene un pequeño museo, que muestra hallazgos del yacimiento arqueológico Shizuhatayama Kofun, artefactos pertenecientes a Tokugawa Ieyasu y la historia del santuario, así como ICP no estructurales del santuario, incluyendo una espada japonesa del período Muromachi tachi y 17 diagramas del santuario antes de su desaparición, y posteriormente reconstruido en el periodo Edo.